# Kompetensbevis för djurtransporter
Ett kompetensbevis för djurtransporter krävs inom EU för den som yrkesmässigt transporterar djur.

## Bakgrund och syfte
Bakgrunden till regeln är de många transporter av levande djur som sker mellan EU-länder, främst transporter till slakt. Djurvänner har i många år protesterat mot att djuren inte behandlas väl under dessa transporter - för trånga transportfordon, för dåligt med mat, vatten och luft, osv.
Detta har resulterat i EU-föreskriften Transport av levande djur (DFS 2004:10, L 5)" däri det bl.a. står att föraren av ett fordon måste ha ett så kallat kompetensbevis när ett djur transporteras och där transporten sker för ekonomisk vinning.

## Kompetensbeviset
Kompetensbeviset visar på att föraren efter godkänt skriftligt prov hos en godkänd utbildare har visat att han/hon har de kunskaper som krävs för att utifrån djurets naturliga beteenden kunna lasta/lasta ur transportfordonet, hålla uppsikt över hur djuret mår under färd samt köra på ett sätt som inte skadar eller stressar djuret. Beviset kan vara försett med en restriktion till att bara få lov att framföra vissa djurslag.
Om föraren av ett fordon inte kan hålla uppsikt över djuren under färd, ska en djurskötare följa med. Denne måste då också ha ett kompetensbevis.
Kompetensbeviset eller en vidimerad kopia av det ska medfölja under färd. Likaså ska det finnas en loggbok över färden med avsändningsort, bestämmelseort, rastplatser och klockslag för dessa. För transport av hästdjur ska dessutom hästens pass medfölja.
En lista över personer med giltiga kompetensbevis finns hos respektive EU-lands djurskyddsmyndighet, i Sverige hos Jordbruksverket.
Beviset kan återkallas om personen gör sig skyldig till ett sådant typ av djurskyddsbrott som innebär att man bedöms vara olämplig att få fortsätta transportera djur. I annat fall gäller beviset (tills vidare) på livstid.

## Ekonomisk vinning
Centralt i begreppet kring om man behöver ett kompetensbevis eller inte är om det finns ekonomisk vinning på om transporten sker eller inte. Det är självklart att den som tar betalt av någon för att transportera ett djur har ekonomisk vinning av det, men begreppet omfattar även de som yrkesmässigt säljer djur till andra och levererar dem, samt till exempel tävlingsryttare som transporterar sin häst till och från tävlingsplatser. Det finns således en gråzon med godtyckliga tolkningar, men Jordbruksverket rekommenderar att om man är osäker så gör man rätt i att ta ett kompetensbevis.

## Undantag från reglerna
Den som bara transporterar egna djur till eller ifrån veterinär eller säsongsbete behöver inte ett kompetensbevis. Ej heller de som transporterar kortare sträcka än 65 km eller i mindre omfattning. Enligt Jordbruksverket innebär "mindre omfattning" max åtta tillfällen per år.
Observera att bevisbördan för att man inte behöver ett kompetensbevis alltid ligger på föraren (samt eventuell skötare).

## Andra EU-länder
Vissa länder är man hårdare i än i andra. Exempelvis i Italien kan man få böta upp till motsvarande 60.000 kr och bli förbjuden att fortsätta färden (se artikellänk nedan). Det är ofta polis eller tull som har till uppgift i respektive EU-land att se till att reglerna följs.

## Djurtransportörtillstånd
Utöver att ha kompetensbevis krävs även att vissa måste ha ett djurtransportörtillstånd. Detta får man efter att transportfordonen har godkänts vid en besiktning av Länsstyrelsens djurskyddsinspektörer, samt ett utdrag ur polisens belastningsregister att man ej är dömd eller misstänkt för djurskyddsbrott. Dessa dokument skickas in till Jordbruksverket för granskning.
Djurtransportörtillståndet gäller sedan alla som med kompetensbevis kör under transportörens namn.